# Muqadasa Ahmadzai
Muqadasa Ahmadzai   (Afganistan i província de Nangarhar, 1993) és una activista social, política i poeta de l'Afganistan, que es va presentar el 2018 a les eleccions al parlament afganès. Ha rebut un premi N-Peace i va ser nomenada com una de les 100 dones de la BBC el 2021.

## Biografia
Ahmadzai tenia 24 anys el 2017. És una activista social i poeta de la província de Nangarhar, Afganistan. Inicialment la seva família es va oposar al seu activisme i va patir càstigs físics quan van descobrir les seves activitats. Quan era adolescent, va publicar un llibre de poesia, i va ser l'apreciació del seu oncle el que va canviar l'opinió de la seva família sobre la seva obra.
Antiga membre i vicepresidenta del Parlament de la Joventut Afganès, durant la pandèmia de la COVID-19 va treballar per donar suport a les dones i les comunitats contra la desinformació. Va ser fundadora del Consell Nacional de la Joventut a l'Afganistan. Va representar les veus de les dones afganeses com a part dels diàlegs de pau de l'Afganistan i el Pakistan. Junt amb altres dones, va iniciar una campanya de pintura mural amb missatges sobre els drets de les dones a Jalalabad. També va establir una xarxa de 400 dones que van viatjar pel país, fins i tot a les zones que en aquell moment estaven controlades pels talibans, per ajudar a dones que van partir la violència domèstica. És fundadora i directora de l'Associació Kor, que té com a objectiu donar a conèixer els drets que tenen les dones a l'Afganistan.
El 2018 es va presentar a les eleccions al parlament afganès.

## Premis
Ahmadzai va rebre un Premi N-Peace, atorgat pel Programa de les Nacions Unides per al Desenvolupament.
Va ser nomenada com una de les 100 dones de la BBC el 2021.